# Privatbrauerei Herrenhausen
Vous pouvez aider à l'améliorer ou bien discuter des problèmes sur sa page de discussion.
- Il ne cite pas suffisamment ses sources. Vous pouvez indiquer les passages à sourcer avec {{référence nécessaire}} ou {{Référence souhaitée}}, et inclure les références utiles en les liant aux notes de bas de page. (Marqué depuis avril 2021)
- Il contient une ou plusieurs listes. Le texte gagnerait à être rédigé sous la forme d’un ou plusieurs paragraphes synthétiques, afin d’être plus agréable à lire. (Marqué depuis avril 2021)

- Archive Wikiwix
- Bing
- Cairn
- DuckDuckGo
- E. Universalis
- Gallica
- Google
- G. Books
- G. News
- G. Scholar
- Persée
- Qwant
- (zh) Baidu
- (ru) Yandex
- (wd) trouver des œuvres sur Wikidata

La Privatbrauerei Herrenhausen est une brasserie à Hanovre, dans le quartier de Herrenhausen.

## Histoire
La brasserie de la société mère Wölffer & Wedekind Herrenhausen est fondée en 1868. En 1880, elle est rebaptisée Vereinsbrauerei Herrenhausen. Quatre ans plus tard, la première pils est brassée à Herrenhausen. En 1889, les actions de la société sont négociées pour la première fois à la Bourse de Hanovre.
Trois ans plus tard, la Hannoversche Actien-Brauerei est fondée en 1871 en tant que brasserie Wölffer & Wedekind qui fusionne en 1906 avec la Vereinsbrauerei. En 1913, la brasserie Herrenhäuser gagne un procès contre la ville de Pilsen, qui se plaignit du nom "Herrenhäuser Pilsener".
En 1917, la Vereinsbrauerei Herrenhausen forme avec la Städtische Lagerbier-Brauerei et la Lindener Aktien-Brauerei un consortium qui par une offre publique d'achat acquiert Germania-Brauerei et s'implique dans d'autres achats de brasserie.
En 1961, la brasserie exporte les bouteilles et les canettes. En 1963, la production de bière dépasse les 300 000 hl, la brasserie devient une GmbH. En 1968, la production dans des bouteilles à bouchon mécanique cesse. En 1984, la société passe d'une GmbH à une société en commandite avec Jürgen Middendorff en tant que partenaire personnellement responsable.
En 1990, Manfred Middendorff assuma la direction exclusive. En 1994, la brasserie a été la première à faire du panaché dans le nord de l'Allemagne. En 1997, de nouveaux produits sont introduits sur le marché, tels que la Herrenhäuser ICEBEER et la Herrenhäuser Weizenbier.
En 2006, une nouvelle installation de mise en bouteille est mise en service et l'alimentation en énergie de la chaufferie et des installations de réfrigération est restaurée et renouvelée.
La Herrenhäuser Brauerei connait depuis longtemps des difficultés économiques, la direction de la société réagit notamment par la dissolution de la brasserie en plusieurs sous-entreprises indépendantes (externalisation). Le 30 avril 2010, le tribunal de district de Hanovre entame la procédure d'insolvabilité à la demande de l'administration fiscale de Hanovre Nord et d'autres créanciers. Les filiales MVL Marketing, Sales et Logistics GmbH et Herrenhäuser Produktions- und Technik GmbH sont concernées. Dans l'intervalle, la société se trouve dans un "plan d'insolvabilité" dans lequel le propriétaire d'alors, Manfred Middendorff, poursuit ses activités sous la supervision du tribunal pour éviter la faillite. Le 20 octobre 2010, l'assemblée des créanciers décide de la vente de la société à la Privatbrauerei Wittingen GmbH pour un montant d'environ 16 millions d'euros. La société est maintenant Privatbrauerei Herrenhausen.

## Production
- Premium Pilsener (bouteille de 33 cl et de 50 cl, canette de 50 cl, tonneau de 30 l et de 50 l)
- Alster (bouteille de 33 cl et de 50 cl)
- Icebeer (bouteille de 33 cl)
- Herrenhäuser Spezial (bouteille de 33 cl et de 50 cl, depuis 2012)
- Herrenhäuser Weizen (bouteille de 50 cl, tonneau)
- Lüttje Lage (bouteille de 50 cl)
- Hannoversches Festbier (tonneau de 50 l, uniquement pour l'Oktoberfest, depuis 2012)
- Herrenhäuser Alkoholfrei (bouteille de 33 cl, depuis juin 2017)
- Alster Alkoholfrei (bouteille de 33 cl, depuis juin 2017)

## Sponsoring
La brasserie est le sponsor principal du EC Hannover Indians et soutient, entre autres, les clubs SV Odin Hanovre et SV 1908 Ricklingen (rugby) et les Panthères de Bissendorf (inline skater hockey). En outre, elle est présente à de nombreux événements majeurs, tels que le Schützenfest de Hanovre, la Frühlings- et l'Oktoberfest de Hanovre et le Maschseefest.